# Abel Braga
Abel Carlos da Silva Braga, kurz Abel Braga oder auch Abelão, (* 1. September 1952 in Rio de Janeiro) ist ein ehemaliger brasilianischer Fußballspieler und -trainer.

## Karriere

### Spielerkarriere
Der 1,87 Meter große Abwehrspieler begann seine Karriere 1968 beim Verein Fluminense FC in seiner Heimatstadt, er stand für acht Jahre unter Vertrag. Während der acht Jahre absolvierte 42 Ligaspiele, ehe er 1976 zum Verein Vasco da Gama wechselte wo er bis 1979 blieb. 1978 nahm er an einen Spiel bei der Brasilianischen Fußballnationalmannschaft teil. Seine letzte Station als Fußballspieler war 1984 bis 1985 der Verein Goytacaz FC im Norden des Staates Rio de Janeiro.

### Trainerlaufbahn
Nach seiner aktiven Karriere bekam er 1985 sofort nach dem Ende seiner Karriere einen Vertrag als Trainer für den Verein. Nach weiteren Stationen wurde Braga 1988 mit dem SC Internacional aus Porto Alegre Vizemeister bei dem Campeonato Brasileiro de Futebol. In der Saison 1990/91 erzielte der Verein nicht so gute Ergebnisse, konnte sich aber in der ersten Liga halten. In der zweiten Hälfte 1990/91 wechselte er zum Verein Belenenses Lissabon. Wie der Verein Internacional in Brasilien befand sich auch der Verein Belenenses in Portugal in der zweiten Liga, konnte durch sein Coaching wieder in die erste Liga zurückkehren. Ihm wurde eine Verlängerung des Vertrages für 1992/93 zugesagt, kehrte jedoch kurz vor dem Ende dem Verein den Rücken zu. Seine nächste Station war der Verein EC Vitória.
Nach fünf Jahren in Portugal ging er wieder nach Brasilien zurück. 1995 unterschrieb er einen Vertrag beim Verein CR Vasco da Gama, wurde nach kurzer Zeit wieder gekündigt. Von 1997 bis 2000 war er bei den drei großen Clubs aus Paraná (Athletico Paranaense, Coritiba FC und Paraná Clube) unter Vertrag. Nach den vier Jahren kehrte er wieder zum Verein CR Vasco da Gama zurück. Nach der FIFA-Klub-Weltmeisterschaft kam der Verein CR Vasco da Gama in eine schwierige Zeit und baten Abel, zurückzukehren. Nach ein paar Monaten erhielt er 2000 ein Angebot vom französischen Verein Olympique Marseille, kehrte aber bereits 2001 nach Brasilien zurück. 2001 trainierte er zum zweiten Mal den Verein Botafogo FR und den Verein Atlético Mineiro. Im Jahr 2003 übernahm er den Verein AA Ponte Preta, um diesen bis zum Campeonato Brasileiro de Futebol in der ersten Liga zu halten.
Im nächsten Jahr unterschrieb er einen Vertrag beim Verein CR Flamengo in Rio de Janeiro, sein Co-Trainer war Andrade. Abel brachte dem Verein bis zum Finale bei der Copa Libertadores. Dort stand dem Verein der Gegner EC Santo André. Zur Halbzeit des Spieles stand noch 2:0 für Fluminense. Der Verein Santo André holte jedoch den Rückstand auf und es endete mit 2:2. Abel bezeichnete das Unentschieden als größte Niederlage in seiner Karriere. Aus diesem Grund beendete er vorzeitig die Karriere. Nach sechs Monaten Pause kehrte er wieder zurück und unterzeichnete einen Vertrag bei Fluminense. Bei der Staatsmeisterschaft von Rio de Janeiro bekam er erneut die Gelegenheit, einen Verein ins Finale gebracht zu haben. Der Verein verlor das Spiel und der Verein hielt ihm für die Niederlage verantwortlich. Nachdem Jahr wechselte er zum arabischen Verein al-Jazira Club. Nach drei Jahren kehrte er wieder nach Brasilien zu Fluminense zurück. Dort war sein Co-Trainer Leomir de Souza. 2013 gewann er mit dem Verein alle Meisterschaften, in welchem er teilnahm. Der Wert des Fußballspielers betrug 2013 700 000 Dollar. 2014 kehrte er zum SC Internacional zurück. Hier blieb er nur eine Saison und kam nach weiteren Zwischenstation zur Saison 2017 wieder zum Fluminense. Bei dem Klub wurde er am 25. Mai 2017 für die Betreuung in 250 Spielen geehrt. Am 16. Juni 2018 kündigte Braga seinen Vertrag bei FLU.
Im Dezember 2018 wurde Bragas erneute Anstellung beim CR Flamengo bekannt. Nach Abschluss der Staatsmeisterschaft, welche der Klub gewann, verließ Braga Flamengo Ende Mai 2019.
Am 28. September 2019, gab der Cruzeiro EC aus Belo Horizonte bekannt, dass Braga als dritter Trainer des Klubs in der Meisterschaft 2019, die Mannschaft betreuen wird. Im November 2020 übernahm Braga in der laufenden Série A 2020 zum fünften Mal Internacional. Der Kontrakt wurde bis zum Ende der Meisterschaft im Februar 2021 befristet. In der Zeit konnte er den Klub zur Vize-Meisterschaft führen.
Am 7. Juni 2021 wurde bekannt, dass Braga einen Trainervertrag beim FC Lugano aus der Schweizer Super League unterschrieben hat. Am 1. September 2021 wurde er freigestellt.
Am 15. Dezember 2021 wurde Braga zum bereits vierten Mal, als neuer Trainer von Fluminense Rio de Janeiro vorgestellt. Nachdem er mit dem Klub noch am 2. April 2022 die Staatsmeisterschaft von Rio de Janeiro 2022 feiern konnte, kündigte er am 28. April, dem dritten Spieltag der Série A 2022 von sich aus seinen Vertrag. In seiner vierten Amtszeit führte er den Klub in 26 Spielen (17 Siege, vier Unentschieden und fünf Niederlagen). Er hatte damit eine Erfolgsquote von 70,5 %, wollte sich aber keinen weiteren Anfeindungen der Fans aussetzen. In der vorherigen Zeiten seines Engagements bei Fluminense waren seine Bilanzen weniger gut zwischen 2017 und 2018 war er in 109 Spielen erfolgreich was 48, % entsprach. Davor von 2011 bis 2013 in 142 Siegen (60,5 %) und 2005 in 75 Spielen (56,8 %). Braga hat Fluminense übergreifend in 352 Spielen betreut. Er liegt damit hinter Zezé Moreira, welcher diesen in 497 Spielen führte. Nach der Zählung von Braga und dem Klub sind 354 Spiele. In der Série A 2005 war es zu einem Wettskandal gekommen, welcher in den Medien als „Máfia do Apito“ bekannt wurde. Durch diesen musste Fluminense unverschuldet zwei Spiele wiederholen. Der Trainer und der Klub zählen alle vier Spiele als ausgetragen, der Verband nur die Wiederholungsspiele.

## Erfolge

### Als Fußballspieler
Fluminense
- Taça Guanabara: Fluminense 1971, 1975
- Staatsmeisterschaft von Rio de Janeiro: 1971, 1973, 1975, 1976

CR Vasco da Gama
- Taça Guanabara: 1977
- Staatsmeisterschaft von Rio de Janeiro: 1977

### Als Fußballtrainer
Santa Cruz FC
- Staatsmeisterschaft von Pernambuco: 1987

Athletico Paranaense
- Staatsmeisterschaft von Paraná: 1998

Coritiba
- Staatsmeisterschaft von Paraná: 1999

Vasco da Gama
- Taça Guanabara: 2000

SC Internacional
- FIFA-Klub-Weltmeisterschaft: 2006
- Copa Libertadores: 2006
- Staatsmeisterschaft von Rio Grande do Sul: 2008, 2014
- Copa Dubai: 2008
- Brasilianischer Vize-Meister: 2020

Fluminense FC
- Taça Rio: 2005
- Taça Guanabara: 2012, 2022
- Staatsmeisterschaft von Rio de Janeiro: 2005, 2012, 2022
- Brasilianischer Meister: 2012

al-Jazira Club
- UAE President’s Cup: 2010/11
- UAE Arabian Gulf League: 2010/11

CR Flamengo
- Florida Cup: 2019
- Taça Rio: 2019
- Staatsmeisterschaft von Rio de Janeiro: 2004, 2019

## Auszeichnungen
- Prêmio Craque do Brasileirão: 2020 – bester Trainer[14]